# 7332 Ponrepo
7332 Ponrepo (1986 XJ5) là một tiểu hành tinh vành đai chính được phát hiện ngày 4 tháng 12 năm 1986 bởi A. Mrkos ở Klet.